# Strumień Styks

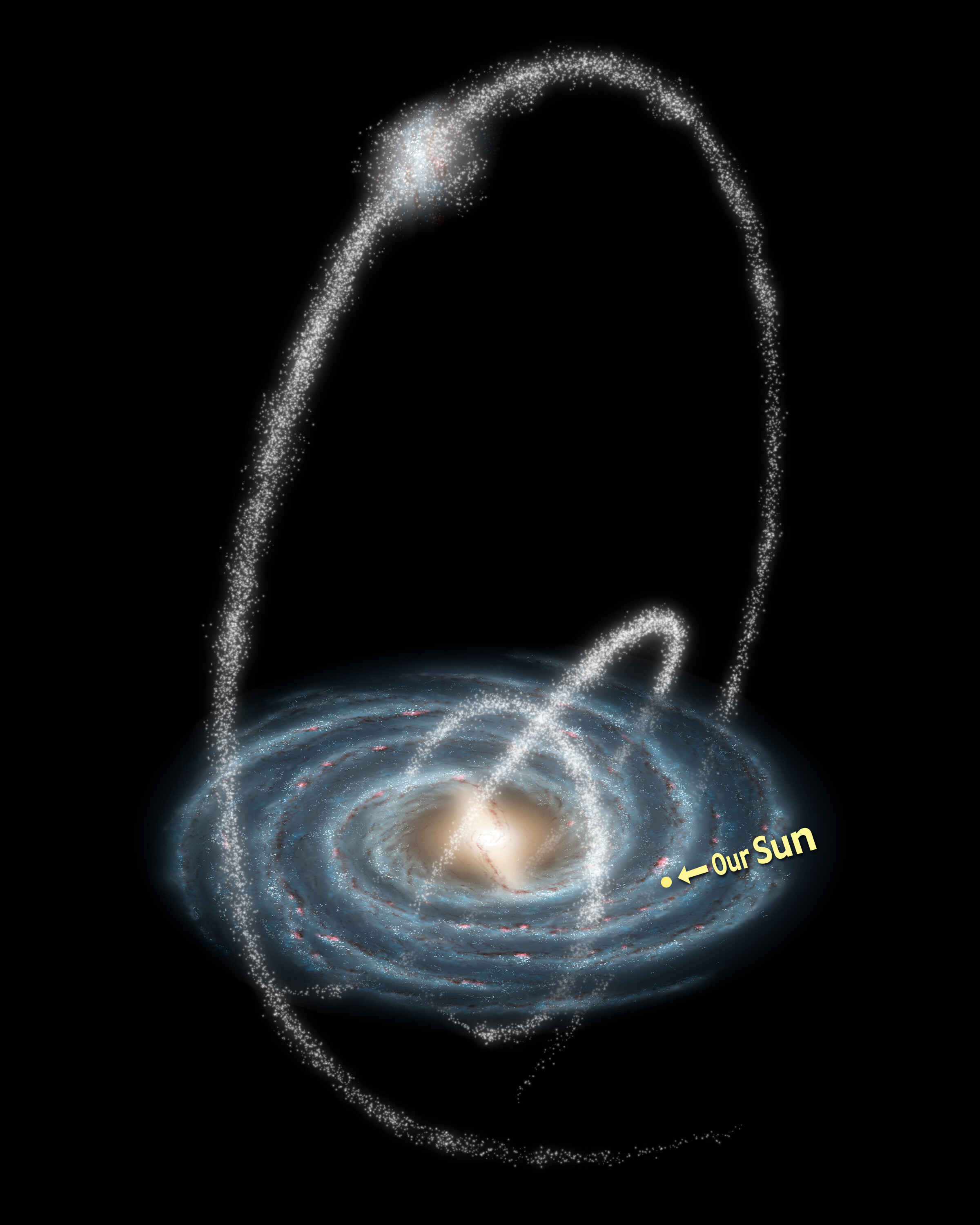
Trzy strumienie gwiazd odkryte w 2007 roku (NASA) - wizja artysty. Strumień Styks znajduje się najdalej od dysku Drogi Mlecznej

Strumień Styks – strumień gwiazd utworzony przez gwiazdy pochodzące z galaktyki karłowatej Karzeł Wolarza III. Strumień ten został odkryty w programie Sloan Digital Sky Survey w 2007 roku. Nazwa strumienia pochodzi z mitologii greckiej i odnosi się do rzeki Styks.
Strumień Styks ma szerokość około 1000 parseków i znajduje w odległości około 45 000 parseków.